# بورومیسی
بورومیسی شهری در شهرستان سیبی در استان باله در بورکینافاسوی جنوبی است و جمعیت آن ۷۳۶ نفر است.